# Mosino
Mosino (en ruso: Мосино) es una localidad rural (selo), en Vladímir (Óblast de Vladímir, Rusia). En el año 2010, la población era de 18 habitantes.

## Geografía
Mosino está situada a 16 km al oeste de Vladímir. La localidad rural más cercana es Spásskoie.

## Historia
A finales del siglo XIX y principios del siglo XX, el pueblo formaba parte del volost de Bogoslovskaya (Uyezd de Vladímir). Desde 1926, formaba parte del volost de Vladímir. En 1859 había 63 casas en el pueblo; en 1905, 99 casas; en 1926, 106 casas y una escuela primaria.
Desde 1929, el pueblo formaba parte del consejo del pueblo de Spásskoie de la región de Vladímir. En 1965, pasó a formar parte del consejo del pueblo de Prigorodny (región de Suzdalsky). En 2006, el pueblo pasó a formar parte del municipio de Vladímir.

## Personas notables
- Alekséi Danílov, oficial soviético que participó en la Gran Guerra Patria.